# Le Labo
 (mai 2025).
Si vous disposez d'ouvrages ou d'articles de référence ou si vous connaissez des sites web de qualité traitant du thème abordé ici, merci de compléter l'article en donnant les références utiles à sa vérifiabilité et en les liant à la section « Notes et références ».
Le Labo est un parfumeur américain. La maison a été fondée en 2006, au 233 Elizabeth Street à New-York dans le quartier de NoLIta, par Fabrice Penot et Edouard Roschi.